# Fallin' (Idaly)
Fallin' is een lied van de Nederlandse rapper Idaly in samenwerking met rapformatie SFB en rapper Ronnie Flex. Het werd in 2018 als single uitgebracht en stond in 2019 als veertiende track op het album Idaly van Idaly. 

## Achtergrond
Fallin' is geschreven door Ronell Plasschaert, Alejandro Boberto Hak, Andy Ricardo, Francis Junior Edusei, Idaly Faal, Ingrid Prifti, Jackie Nana Osei, Kaene Marica en Sergio van Gonter en geproduceerd door Reverse, Andy Ricardo en OGE Beats. Het is een nummer uit het genre nederhop. Het is een lied waarin de Nederlandse taal vaak wordt gemixt met de Engelse taal. In het nummer rapper de artiesten over hoe zij steeds verliefder op een meisje worden. Op de B-kant van de single is een instrumentale versie van het lied te vinden. De single heeft in Nederland de platina status.
Het is de eerste keer dat de twee rappers en de rapformatie tegelijk op een lied te horen zijn. Er werd eerder wel al onderling samengewerkt. Zo hadden Idaly en Ronnie Flex samen onder andere al de hits No go zone en de remixversie van Wine Slow en herhaalden ze de samenwerking op Alles wat ik wil. Ronnie Flex en SFB stonden eerder al samen op meerdere hits, zoals Investeren in de liefde, Nu sta je hier, Lovely body en One time.

## Hitnoteringen
De artiesten hadden succes met het lied in de hitlijsten van Nederland. Het piekte op de vijftiende plaats van de Single Top 100 en stond zestien weken in deze hitlijst. De Top 40 werd niet bereikt; het lied bleef steken op de eerste plaats van de Tipparade.